# Намак-Кур
Намак-Кур (перс. نمك كور) — село в Ірані, у дегестані Седе, у Центральному бахші, шахрестані Ерак остану Марказі. За даними перепису 2006 року, його населення становило 813 осіб, що проживали у складі 232 сімей.

## Клімат
Середня річна температура становить 12,08 °C, середня максимальна – 31,32 °C, а середня мінімальна – -10,21 °C. Середня річна кількість опадів – 273 мм.
| Клімат поселення                              | Клімат поселення | Клімат поселення | Клімат поселення | Клімат поселення | Клімат поселення | Клімат поселення | Клімат поселення | Клімат поселення | Клімат поселення | Клімат поселення | Клімат поселення | Клімат поселення | Клімат поселення |
| Показник                                      | Січ.             | Лют.             | Бер.             | Квіт.            | Трав.            | Черв.            | Лип.             | Серп.            | Вер.             | Жовт.            | Лист.            | Груд.            |                  |
| Середній максимум, °C                         | 6,96             | 9,04             | 13,02            | 18,92            | 24,07            | 30,11            | 31,32            | 30,98            | 26,24            | 20,07            | 12,82            | 7,46             |                  |
| Середня температура, °C                       | −1,64            | 0,46             | 4,44             | 10,35            | 15,49            | 21,52            | 25,55            | 25,22            | 20,48            | 14,31            | 7,05             | 1,71             |                  |
| Середній мінімум, °C                          | −10,21           | −8,12            | −4,14            | 1,76             | 6,91             | 12,94            | 19,80            | 19,46            | 14,70            | 8,53             | 1,29             | −4,06            |                  |
| Норма опадів, мм                              | 40               | 38               | 50               | 35               | 29               | 4                | 1                | 1                | 0                | 8                | 27               | 40               |                  |
| Середньомісячна швидкість вітру, м/с          | 1.78             | 2.14             | 3.06             | 3.23             | 2.66             | 2.49             | 2.42             | 2.29             | 2.22             | 2.12             | 1.78             | 1.79             |                  |
| Середньомісячна сонячна радіація, кДж/м²·день | 9251             | 12537            | 15020            | 18353            | 22390            | 27020            | 25906            | 24229            | 21293            | 15836            | 11029            | 9016             |                  |
| --------------------------------------------- | ---------------- | ---------------- | ---------------- | ---------------- | ---------------- | ---------------- | ---------------- | ---------------- | ---------------- | ---------------- | ---------------- | ---------------- | ---------------- |
| Джерело:                                      |                  |                  |                  |                  |                  |                  |                  |                  |                  |                  |                  |                  |                  |